# Yngve Holmberg
Yngve Holmberg (21 de marzo de 1925 - 29 de octubre de 2011) fue un político sueco del Partido Moderado, quién era su líder entre 1965 y 1970.
Holmberg nació en Bromma, Provincia de Estocolmo. Se graduó con un título de leyes de la Universidad de Estocolmo en 1951. Pasó a ser Secretario del Partido para el Partido de la Derecha en 1961, y fue diputado del Riksdag de 1962 a 1972. Mientras era miembro de la Casa Superior, fue el líder de la bancada de su partido (1965-1968). De 1965 a 1970, fue el líder del Partido de la Derecha (Högerpartiet), que en 1969 cambia su nombre a Partido Moderado (Moderata samlingspartiet).
Durante su liderazgo, su partido sufrió pérdidas de apoyo popular y derrotas aplastantes tras la victoria de partidos de izquierda hacia finales de los años sesenta. Tras un resultado muy bajo para el Partido Moderado en las elecciones generales de 1970, su liderazgo se vio desafiada por el vicepresidente del partido Gösta Bohman, quién ganó el voto en el congreso del partido.
Después de esta carrera política, ejerció como Gobernador de la Provincia de Halland de 1972 a 1977. Fue también cónsul de Suecia en Houston de 1978 a 1982.
Holmberg falleció el 29 de octubre de 2011 en Gräddö, Provincia de Estocolmo.